# Páska na rukáv

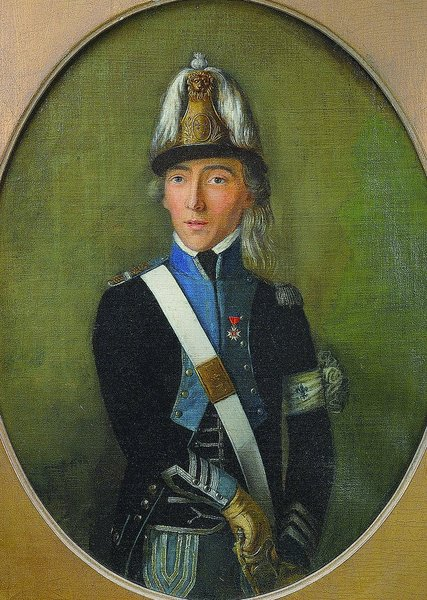
Bílý šátek s modrými liliemi prince de Condé nahrazuje pásku na levé paži důstojníka francouzské protirevoluční armády z let 1792-1795

Páska na rukáv je úřední, služební nebo osobní identifikační pomůcka či odznak nositele. Zpravidla ji tvoří jednobarevná páska z pružné tkaniny, na jejíž vnější straně je znak, nápis nebo piktogram. Jindy může být vícebarevná, například pruhovaná. Navléká se na oděv nebo na nahou paži pod ramenem. Stejnou platnost jako páska má šátek se znaky, na paži zavázaný na uzel. Nejrozšířenější je využití na uniformách a ve sportu.

## Použití
- Sportovní:
  - Kapitán týmu
  - Rozhodčí
- Součást uniformy
  - Vojáci určité armády, jednotky nebo pověření určitým úkolem (například regulovčíci na silnici), nejpočetněji se takové pásky užívají v armádách francouzské, pruské a německé
  - Policisté, dopravní policisté a jejich pomocníci
- Vězni
- Členové politické strany; účastníci pasivního politického protestu
- Rasová nebo národnostní segregace (v některých zemích Židé za druhé světové války museli nosit pásku s šesticípou hvězdou (v protektorátu Čechy a Morava hvězdu našitou na oděvu; Němci po skončení války před vysídlením z Československa byli označováni bílou páskou)
- Zdravotníci - bílá páska s červeným křížem
- Smyslově postižené osoby (zrakově postižení nebo nevidomí, neslyšící): černá páska se žlutým emblémem
- Pozůstalí: smuteční páska
- Páska pořadatele společenské akce
- Reklamní páska s logem firmy

## Obrázky

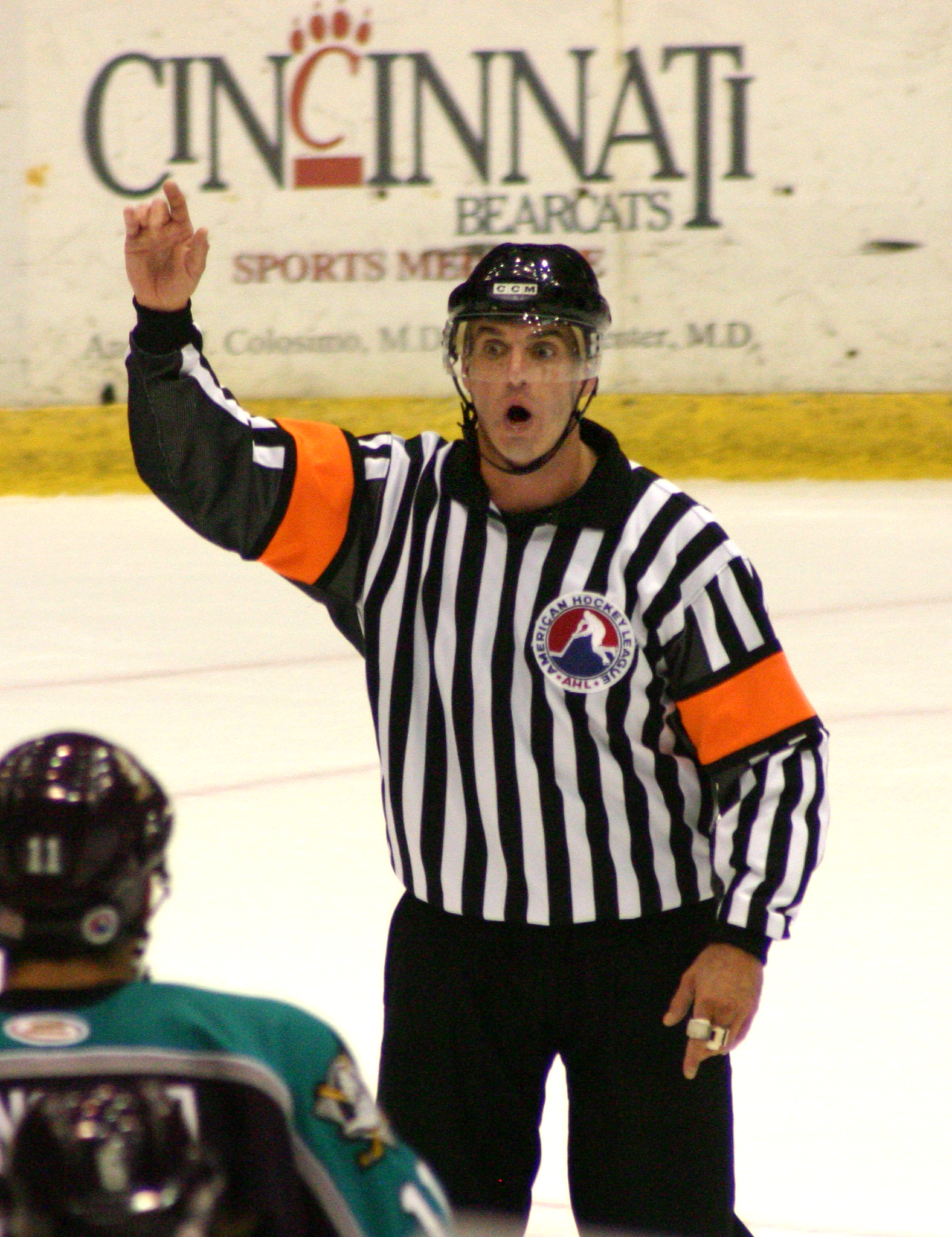
Hokejový rozhodčí
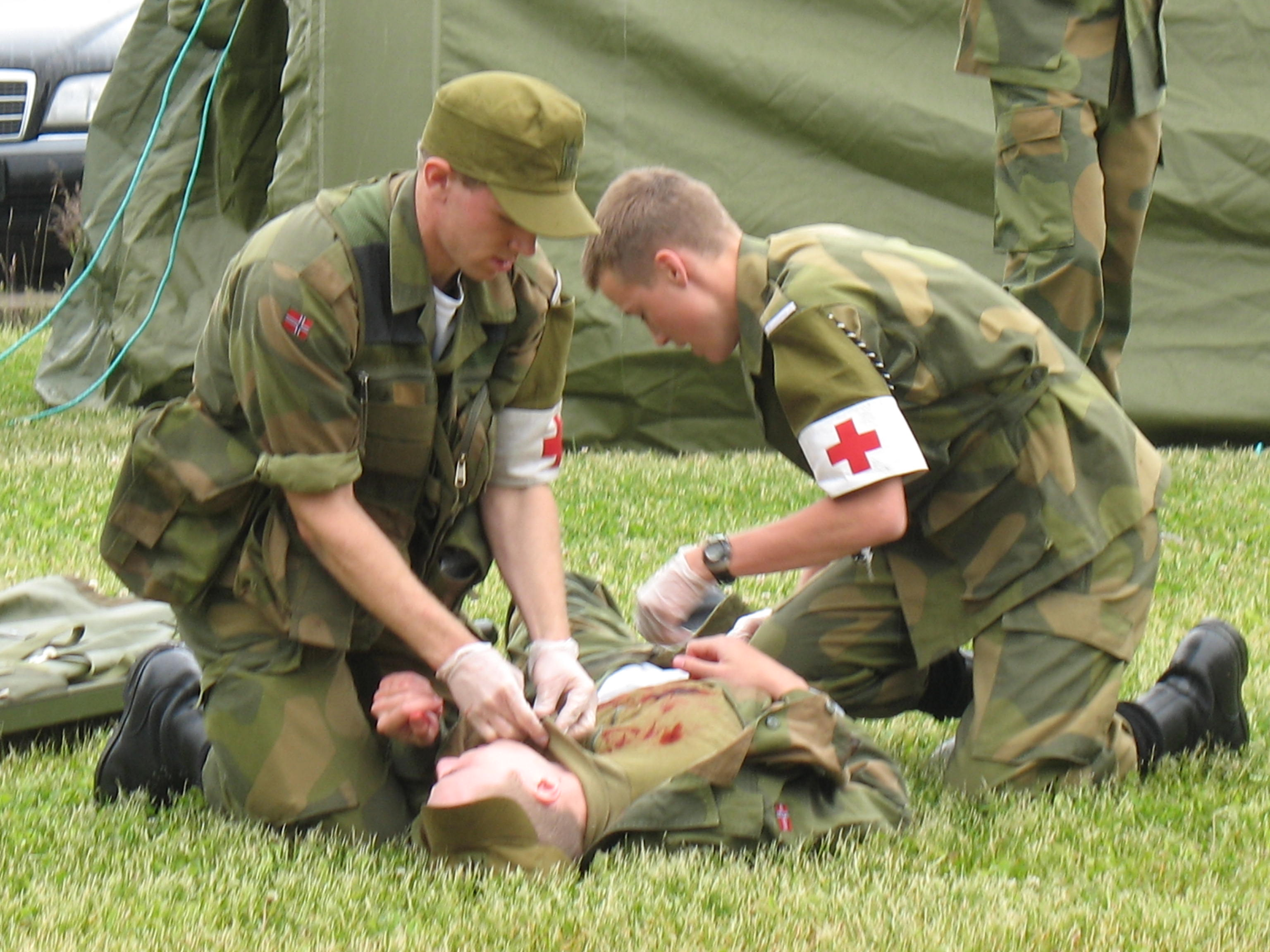
Norský zdravotník
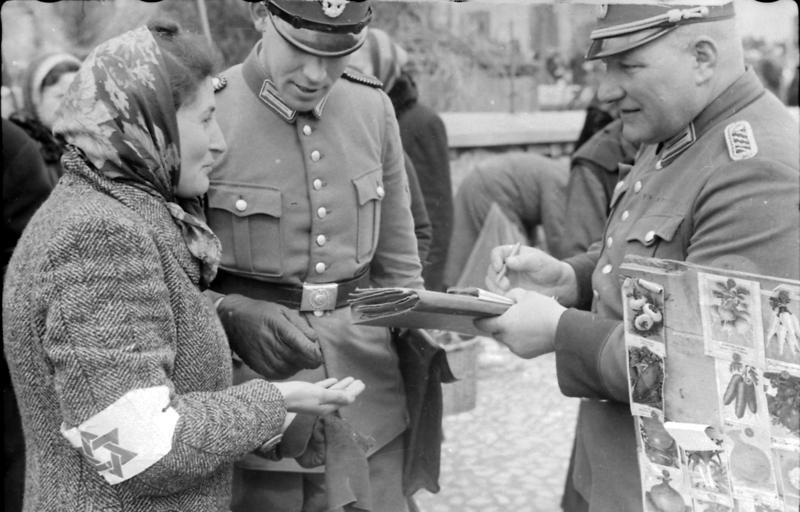
Válečná páska polské Židovky
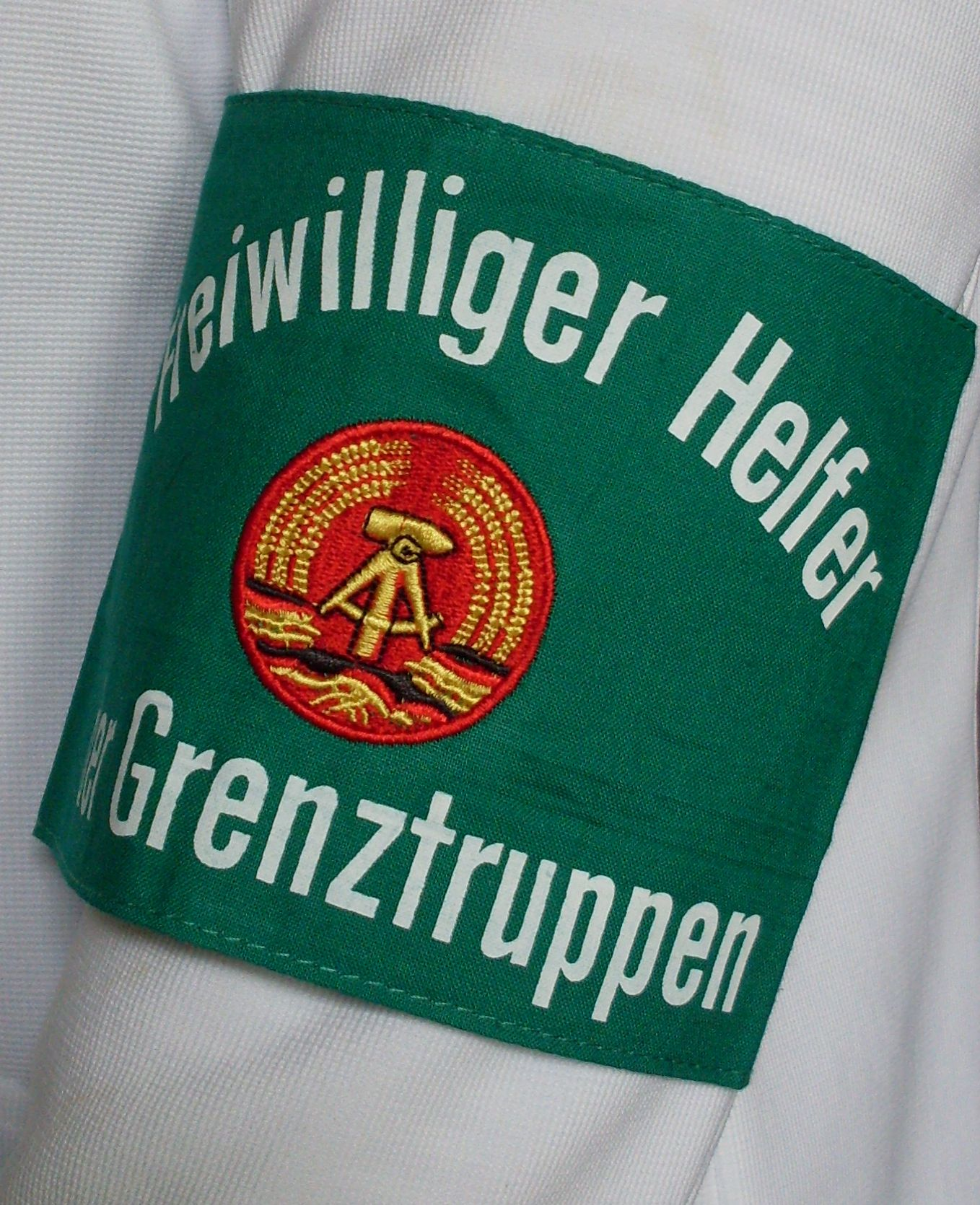
Pomocník pohraniční stráže NDR
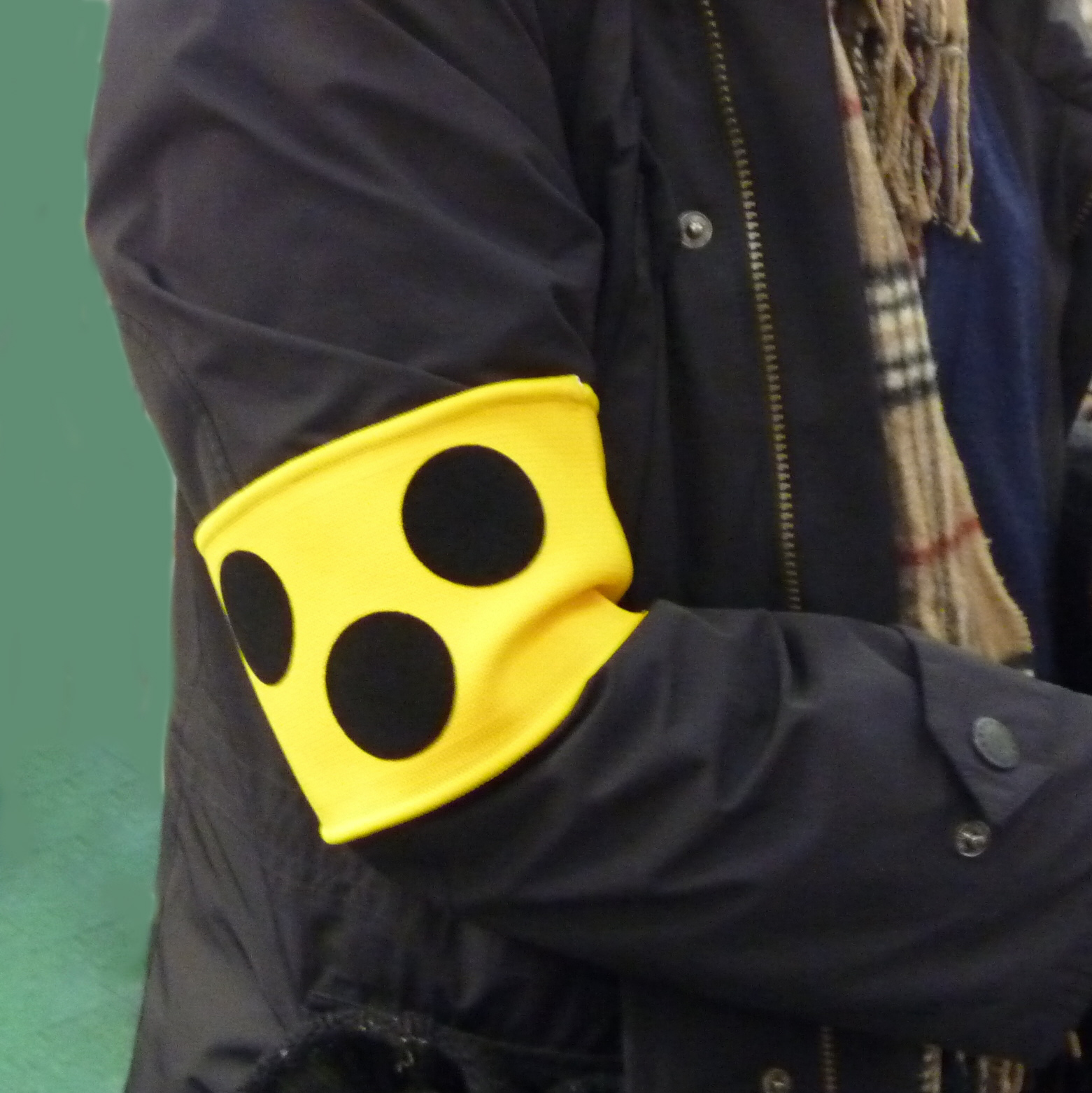
Nevidomý
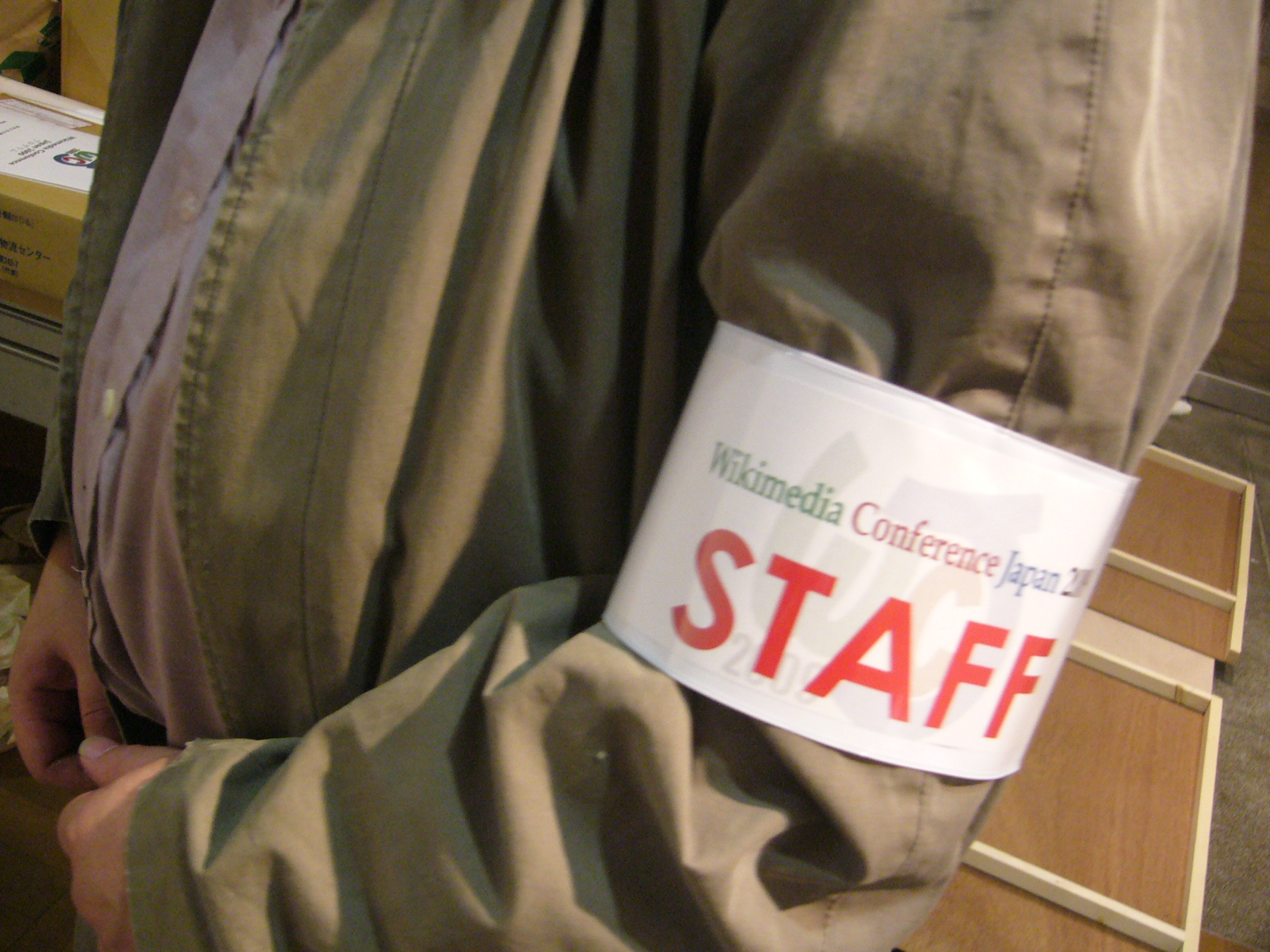
Pořadatel konference
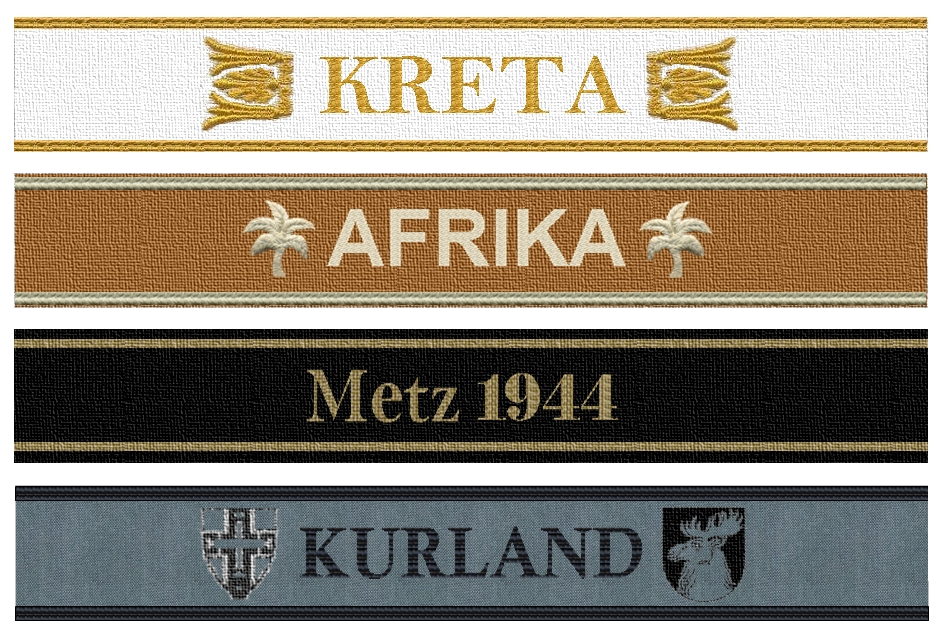
Rukávové pásky wehrmachtu
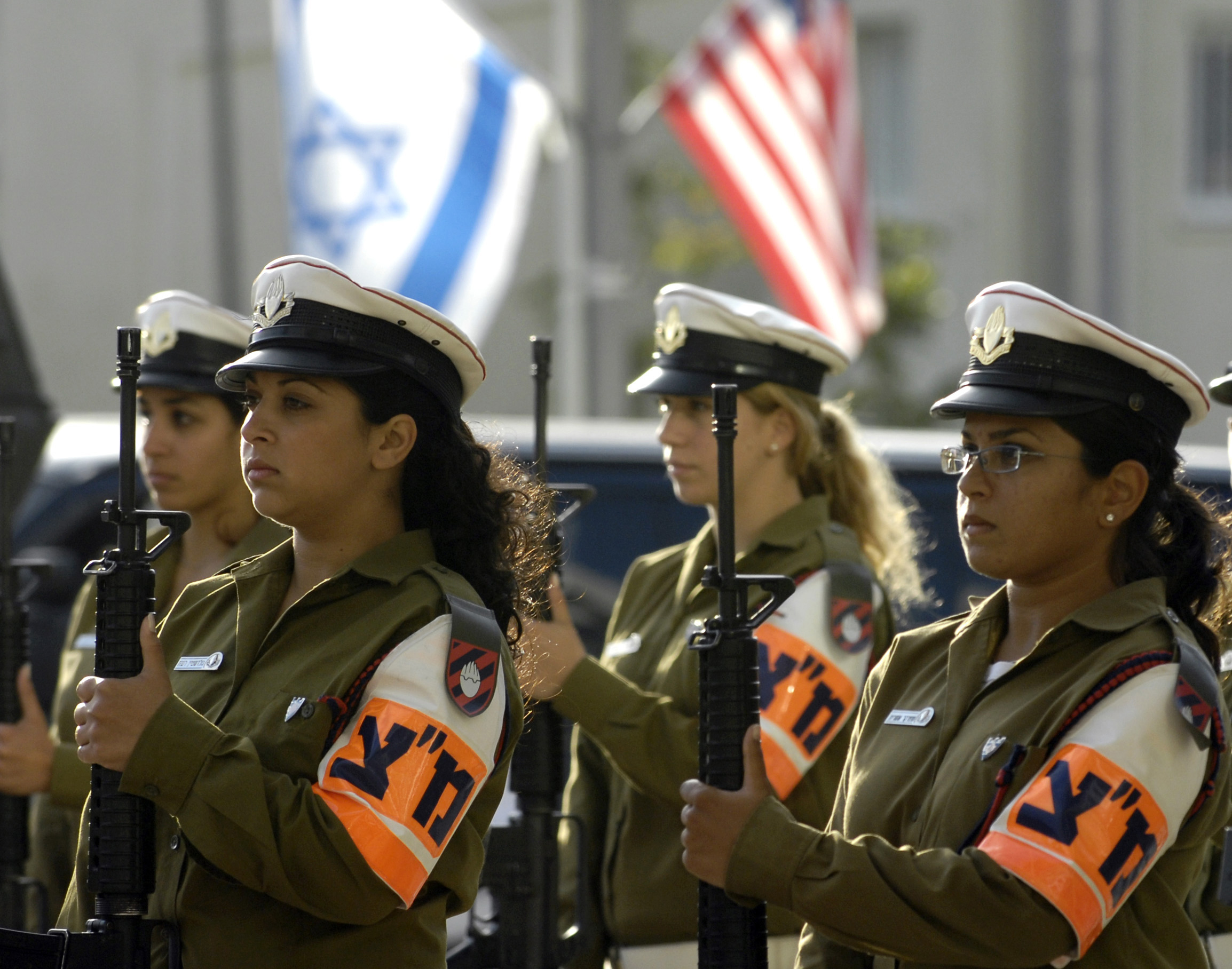
Izraelské vojenské policistky